# Fossoy
Fossoy település Franciaországban, Aisne megyében. Lakosainak száma 524 fő (2022. január 1.). Fossoy Blesmes, Crézancy, Gland, Mézy-Moulins, Mont-Saint-Père és Saint-Eugène községekkel határos.

## Népesség
A település népességének változása:
| Lakosok száma | 370  | 517  | 621  | 595  | 559  | 548  | 524  | 513  | 512  | 524  |
|               | 1968 | 1982 | 1990 | 2006 | 2013 | 2015 | 2017 | 2019 | 2020 | 2022 |